# Ruchome piaski (serial telewizyjny)
Ruchome piaski (szwedz. Störst av allt) – szwedzki serial telewizyjny (dramat kryminalny) w reżyserii Pera-Olava Sørensena i Lisy Farzaneh, wyprodukowany przez FLX i udostępniony 5 kwietnia 2019 na platformie Netflix. 
Serial powstał w oparciu o wydaną w 2016 bestsellerową powieść pod tym samym tytułem autorstwa Maliny Persson Giolito. Netflix zamówił jego produkcję w 2017, a w lipcu 2018 ogłosił jego obsadę. W lutym 2019 na Międzynarodowym Festiwalu Filmowym w Berlinie wyświetlono dwa pierwsze odcinki Ruchomych piasków. Zwiastun serialu został udostępniony 27 marca 2019.
Ruchome piaski opowiadają historię 18-letniej uczennicy Mai Norberg z Djursholm, oskarżonej o dokonanie strzelaniny w szkole. Podczas trwającego procesu na jaw wychodzą szczegóły dotyczące dnia, w którym doszło do masakry, a także związku kobiety z Sebastianem Fagermanem, ukazane w formie retrospekcji.
Serial to pierwsza szwedzka produkcja udostępniona na platformie Netflix. Poza Szwecją zdjęcia wykonywano również w Chorwacji (Opatija, Lovran).

## Obsada
- Hanna Ardéhn – Maja Norberg
- Felix Sandman – Sebastian Fagerman
- William Spetz – Samir Said
- Ella Rappich – Amanda Steen
- David Dencik – Peder Sander
- Reuben Sallmander – Claes Fagerman
- Maria Sundbom – Lena Pärsson
- Rebecka Hemse – Jeanette Nilsson
- Arvid Sand – Lars-Gabriel Sager-Crona
- Helena af Sandeberg – Mimmi Steen
- Anna Björk – Camilla Norberg